# 清水屋食品
株式会社清水屋食品（しみずやしょくひん）は、岡山県岡山市中区に本社を置く日本の製パン会社で、竹下製菓の100％子会社。1959年創業。クリームパンを主力商品とする。

## 沿革
1959年に岡山市内に個人経営店として開業。1966年には有限会社清水屋食品を設立して製パンを主な業務に移し、1970年から株式会社清水屋食品となり、現在に至る。1970年代にはロバのパン屋を復活させて注目を浴びた。
創業者一族に後継者がいなかったことから、2022年1月1日付で竹下製菓の完全子会社となった。

## 特色
工場を置く岡山市中区今在家はホタルが生育できるほどに澄んだ湧き水に富む地域であり、その水を利用してパン生地を製造している。またパン生地の小麦粉は兵庫県神戸市の業者のものを、生クリームは北海道産のものを厳選して使用している。開業当初、ロバにワゴンを引かせてパンを販売するという、当時流行していたロバのパン屋の方式を採用していた。

## 主な製品

包装された状態の生クリームパン生クリームパン

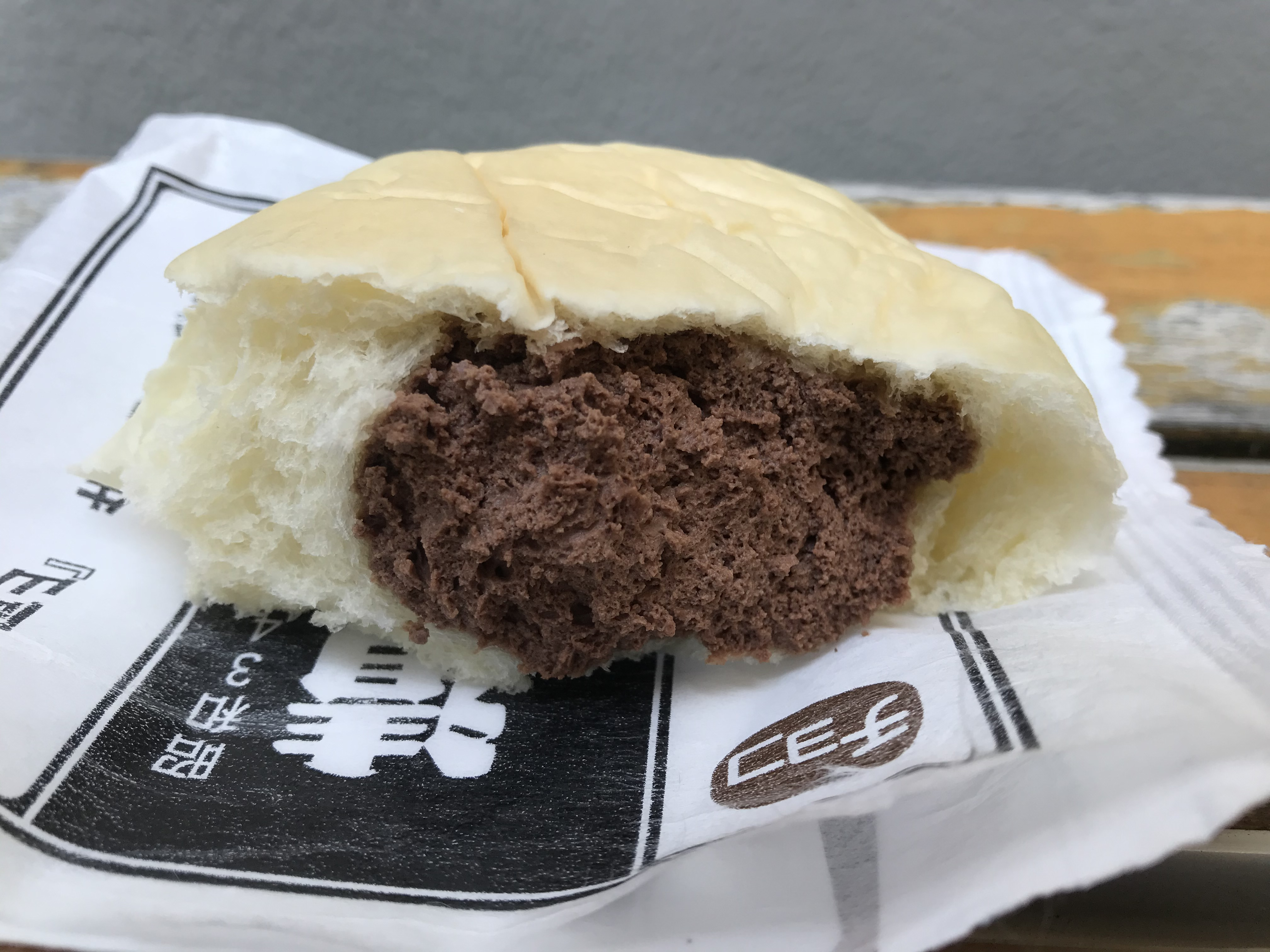
開封して2つに千切った様子。チョコレートクリーム

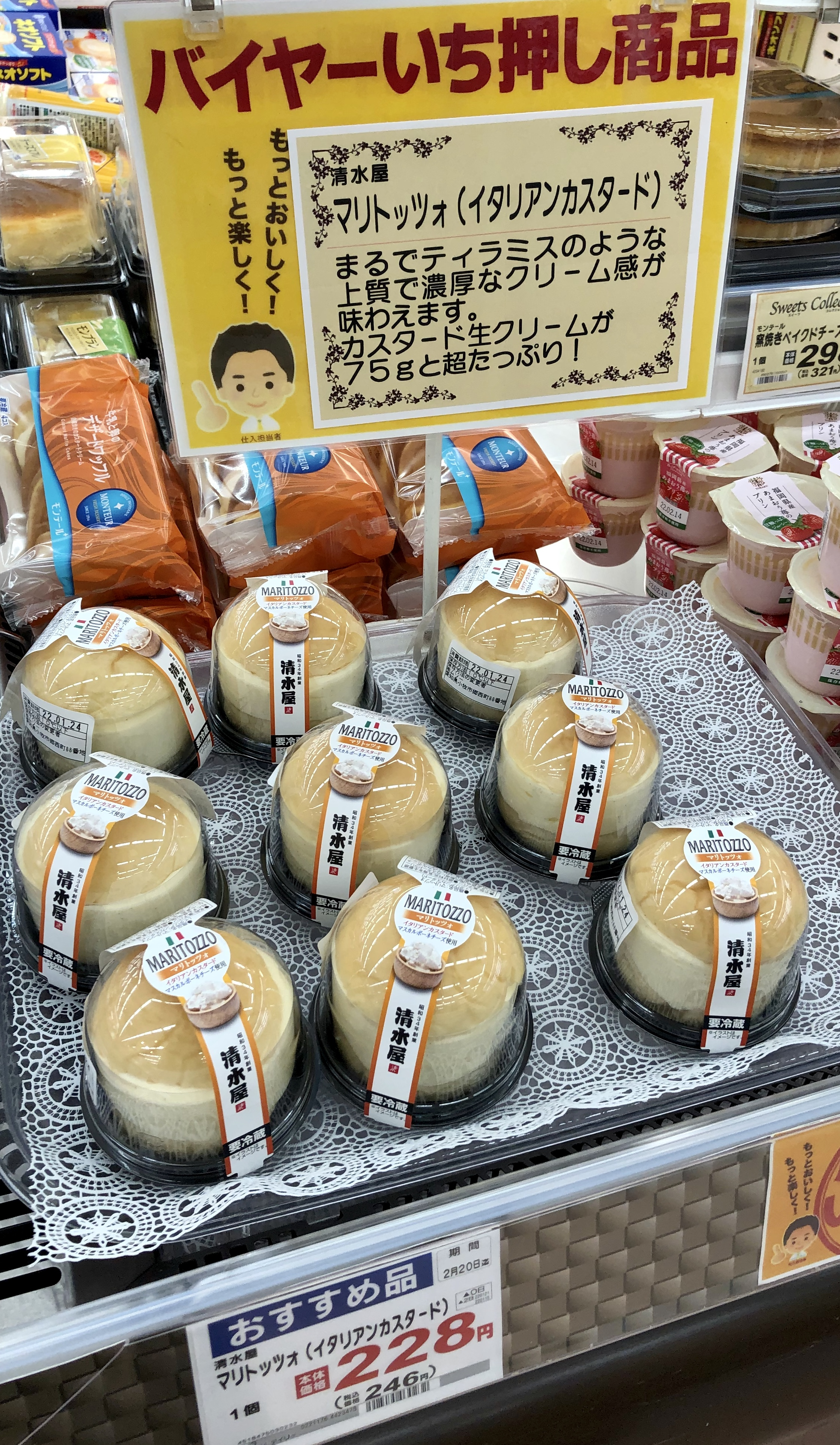
マリトッツォ

生クリームパン
清水屋食品の主力商品。「冷やして食べる生クリームパン」をキャッチコピーに2012年から販売が開始され、2013年から通販を通して全国でも購入可能となった。クリームはカスタード、チョコレート、イチゴ、抹茶、チーズレモン、小倉、みかん、白桃、生クリームの9種類。生地は「ふわふわ」「もちもち」と評価されている。
白桃
岡山県の白桃果汁をクリームに使用。
蒜山高原生クリームパン
下津井電鉄の製造委託を受けて開発された生クリームパン。クリーム自体はカスタードと同じであるが、パン生地に蒜山酪農農業協同組合のジャージー牛乳を使用しており、牛乳の風味が強い。
八女抹茶の生クリームパン
福岡県の八女抹茶をクリームに使用。
生クリームクロワッサン
内部に生クリームを詰めたクロワッサン。表面は薄く塩で味付けがなされている。
クロワッサン鯛焼き
カスタードクリームを詰めた薄い鯛焼き。生地はクロワッサンのものを使用している。
西洋大福なみだ
2020年発売。クリームパンの生クリームとカスタードクリームを混ぜ、さらにわらび餅で包んで雫型の大福にしたもの。味はカスタード、チョコ、イチゴの3種類。
瀬戸内みかんロールケーキ
2021年発売。瀬戸内市邑久町の道の駅である黒井山グリーンパークの委託を受けて生産。黒井山みかん組合のミカン果汁をクリームに使用し、レモン果汁も加えてある。カットしたものも販売されている。
いちごわらび餅
2021年発売。アグリ元気岡山との共同開発。アグリ元気岡山の運営する農マル園芸で収穫されたイチゴのジャムをわらび粉や水あめなどと混ぜてわらび餅にしたもの。